# Konsole
Konsole is een vrije terminalemulator, oorspronkelijk geschreven door Lars Doelle. Het programma is onderdeel van zowel KDE als TDE. Onder meer Konqueror, Krusader, Kate, Dolphin en KDevelop maken gebruik van Konsole om een terminalmogelijkheid te bieden.

## Mogelijkheden
- Tabbladen;
- Doorzichtige achtergronden;
- Gesplitste schermen;
- Aanpasbare kleurenschema's;
- Aanpasbare toetsenbordindeling;
- Berichtgeving omtrent activiteiten;
- Zoekfunctie;
- Terminaluitvoer naar html- of plattetekstbestanden;
- Kan Dolphin of een andere bestandsbeheerder naar keuze openen vanuit de terminal, met de map die op dat moment geopend is in Konsole.